# A luci spente
A luci spente è un film italiano del 2004 diretto da Maurizio Ponzi.

## Trama
A Roma, tra l'autunno del 1943 e la primavera-estate del 1944 una troupe cinematografica gira, all'interno di un convento utilizzato come "set", un film dal titolo "Redenzione". Fanno parte del cast, tra l'altro, due attori famosi: Elena Monti e Primo Ratelli, quest'ultimo in attesa di trasferirsi al nord, a Venezia, dove il fascismo ha concentrato l'attività cinematografica del regime. Il regista, Giovanni Forti, pensa alla solita storia sentimentale con venature di religiosità, secondo i cliché allora in voga.
La lavorazione del film interseca tutti i drammatici momenti vissuti dalla città di Roma durante l'occupazione nazionalsocialista: i rastrellamenti, la resistenza clandestina, i bombardamenti, il coprifuoco, la deportazione degli ebrei, la povertà, i razionamenti, la delazione.
Molte di queste vicende coinvolgono direttamente i vari componenti della troupe: una sarta si innamora e sposa un giovane fotografo, le cui riprese dei quartieri bombardati impressionano il regista per il loro crudo realismo, la costumista ebrea viene deportata, la famosa attrice si innamora del giovane partigiano che, sfuggendo ad un arresto, è capitato proprio sul "set" del film dove trova accoglienza e protezione, il primo attore si rivela un delatore del regime, ma alcuni operai lo sorprendono e lo obbligano ad andarsene, i preti del convento ospitano un noto politico ricercato, un macchinista perde il figlio in guerra, il regista viene arrestato e si salva solo grazie all'amicizia dell'attrice con un gerarca.
Alla fine, oltre alla conclusione (non sempre felice) di alcune vicende sentimentali dei protagonisti, il film termina con la presa di coscienza del regista di voler fare un cinema diverso e realistico (e non più quelle che egli definisce "commedie ungheresi") e con i cineasti che accorrono nelle strade di Roma per filmare l'ingresso delle truppe americane che liberano la città.

## Altre notizie
L'opera è stata realizzata nel 2003, ed ha ottenuto il visto di censura nel gennaio 2004, ma la sua distribuzione è poi avvenuta quasi due anni dopo, all'inizio dell'estate 2005,  a causa della mancata erogazione dei contributi ministeriali.

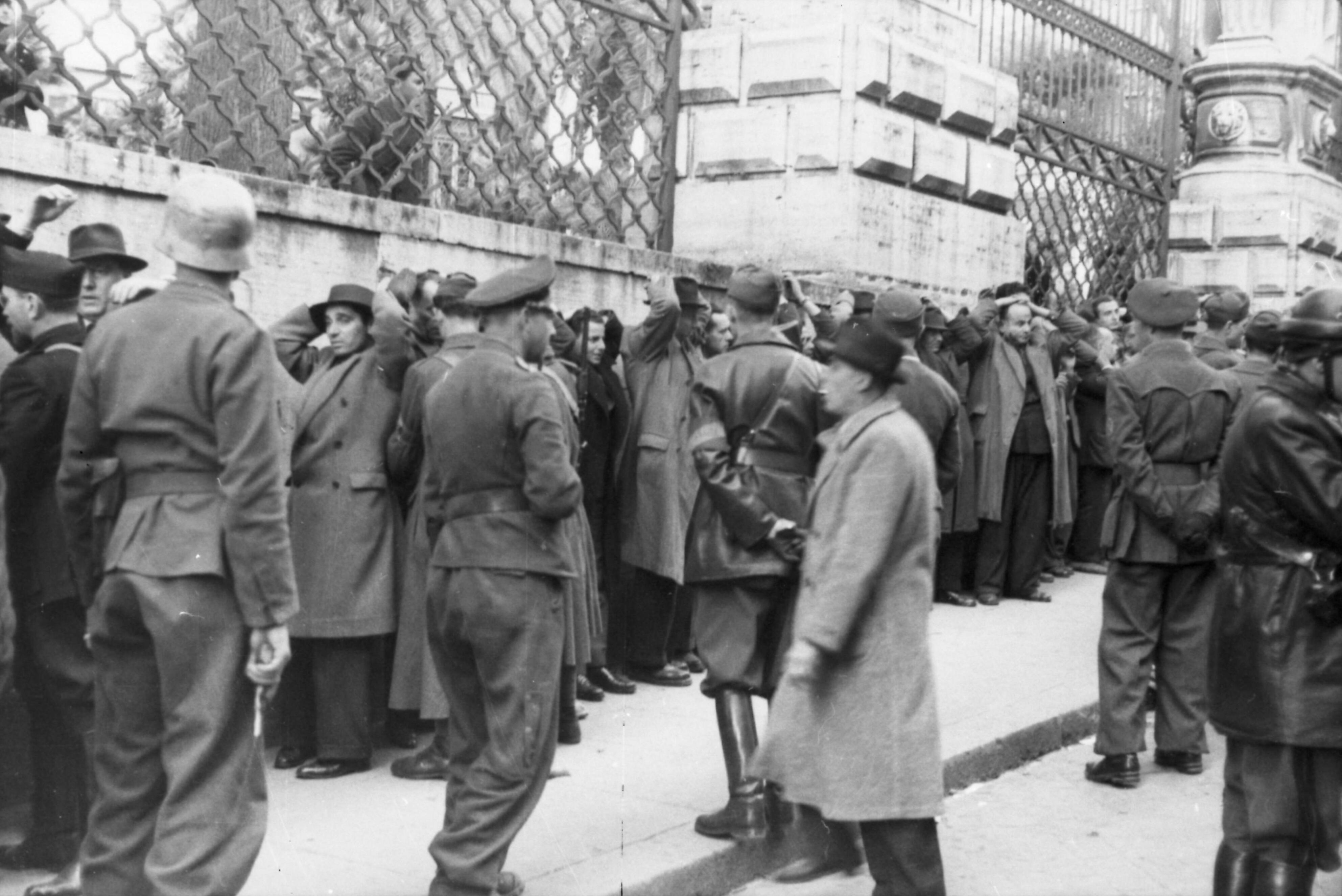
Una retata di civili da parte delle truppe tedesche durante l'occupazione di Roma. Marzo 1944. La foto proviene dall'Archivio Federale Tedesco.

Al regista Maurizio Ponzi si deve, nel 1982, Madonna che silenzio c'è stasera, primo film in cui Francesco Nuti appare come protagonista singolo.

## Riferimenti storici
A luci spente è ispirato ad un noto episodio, realmente accaduto, che viene anche indirettamente citato nel corso della pellicola. Nella seconda metà del 1943, infatti, Vittorio De Sica, realizzò a Roma, avendo come ‘'set'’ la Basilica di San Paolo fuori le mura, (a quel tempo Cinecittà era colpita dai bombardamenti o occupata dagli sfollati) un film di ispirazione religiosa dal titolo La porta del cielo.  Il film fu girato in mezzo a mille difficoltà, anche perché quasi tutte le attrezzature di Cinecittà erano state inviate dai Tedeschi a Praga.
La lavorazione della pellicola, che era apertamente sostenuta dal Vaticano, fu volutamente prolungata, in modo da giustificare la permanenza a Roma di molti artisti che non volevano raggiungere la "Cittadella del cinema" che il regime di Salò aveva allestito a Venezia. Tra questi  Aldo Fabrizi, Alida Valli, Roldano Lupi, Andrea Checchi, Claudio Gora, Massimo Girotti.La porta del cielo è uno dei tre film che furono girati a Roma in quel periodo  ed uscì poi nel novembre del '44.
Altri riferimenti storici riguardano: l'inquadratura di un poster del film Non ti pago che era stato girato nel 1942, tratto dall'omonima commedia scritta nel 1940 da Eduardo De Filippo., l'’immagine di una copia del quotidiano, clandestino L'Unità, la citazione di Via col vento e Cary Grant per il rimpianto dei film americani che la guerra non consente più di vedere. Viene mostrata una copia del rotocalco Cine Illustrato, una rivista nata nel 1935 e poi proseguita sino al 1960.
È invece un errore storico il racconto del lutto che colpisce un operatore della troupe: si dice che suo figlio è morto in guerra quale militare della divisione "Ariete" sul fronte greco albanese, ma non risulta che tale unità sia mai stata schierata su quel fronte, e di certo non nel 1944.

## Critica
La pellicola è stata accolta con giudizi abbastanza positivi. Su La Stampa Lietta Tornabuoni vi scorge una narrazione delle origini del cinema neorealista: «racconta [....] il passaggio del cinema italiano dal fascismo al post fascismo: non fu un mutamento brusco e totale, ma una continuità di cineasti (Rossellini è il personaggio esemplare) e di strutture....».
Secondo il sito cinecriticaweb il film «può dirsi, sostanzialmente, riuscito grazie ad un cast di tutto rispetto e ad una vicenda capace di parlare del nostro presente, pur guardando al passato.».
Per Tullio Kezic  il film descrive «un momento di disagi, rischi e tragedie incombenti che tuttavia Ponzi e i suoi sceneggiatori, Pietro Spila e Stefano Tummolini, ripropongono come una fase di crescita morale e artistica». A  proposito della De Sio osserva che «la sua crisi riecheggia il passaggio di Anna Magnani, Clara Calamai o Carla Del Poggio dai telefoni bianchi al neorealismo. È inutile aggiungere - prosegue il critico -  che per la serietà degli intenti e la finezza di molte notazioni, A luci spente avrebbe meritato di uscire in un periodo migliore. Ponzi è stato abile anche nel destreggiarsi con la povertà dei mezzi a disposizione. Quella che regge meno è la struttura del film, ambiziosamente pensato come un racconto polifonico (anche nel senso delle voci che si alternano fuori campo), con il risultato di togliere spazio ai protagonisti, mentre intorno c' è un pullulare di situazioni che non prendono vita».